# Breathe In. Breathe Out.
Albums de Hilary Duff
Best of Hilary Duff
(2008)
Breathe In. Breathe Out. est le cinquième album studio de la chanteuse américaine Hilary Duff sorti le 12 juin 2015. Il comprend un duo Night like this avec Kendall Schmidt.

## Liste des morceaux
| No  | Titre                                       | Durée |
| --- | ------------------------------------------- | ----- |
| 1.  | Sparks                                      | 3:06  |
| 2.  | My Kind                                     | 3:27  |
| 3.  | One in a million                            | 3:45  |
| 4.  | Confetti                                    | 3:49  |
| 5.  | Breathe In. Breathe Out.                    | 3:33  |
| 6.  | Lies                                        | 3:36  |
| 7.  | Arms arround a memory                       | 3:16  |
| 8.  | Stay in love                                | 3:33  |
| 9.  | Brave heart                                 | 3:33  |
| 10. | Tattoo                                      | 3:28  |
| 11. | Picture this                                | 3:28  |
| 12. | Night like this (featuring Kendall Schmidt) | 3:46  |

### Edition deluxe
| No  | Titre                                       | Durée |
| --- | ------------------------------------------- | ----- |
| 1.  | Sparks                                      | 3:06  |
| 2.  | My Kind                                     | 3:27  |
| 3.  | One in a million                            | 3:45  |
| 4.  | Confetti                                    | 3:49  |
| 5.  | Breathe In. Breathe Out.                    | 3:33  |
| 6.  | Lies                                        | 3:36  |
| 7.  | Arms arround a memory                       | 3:16  |
| 8.  | Stay in love                                | 3:33  |
| 9.  | Brave heart                                 | 3:33  |
| 10. | Tattoo                                      | 3:28  |
| 11. | Picture this                                | 3:28  |
| 12. | Night like this (featuring Kendall Schmidt) | 3:46  |
| 13. | Belong                                      | 3:35  |
| 14. | Rebel hearts                                | 3:19  |